# باشگاه فوتبال استانوای راورز
باشگاه فوتبال استانوای راورز (به انگلیسی: Stanway Rovers Football Club) یک باشگاه فوتبال در شهر استانوای، اسکس، کشور انگلستان است که در سال ۱۹۵۶ میلادی تأسیس شده‌است.